# Конфедерация
Конфедера́ция (от позднелат. confoederatio — «союз, объединение»), сою́з госуда́рств — союз суверенных государств, заключивших конфедеративный договор и таким образом объединившихся для решения общих задач и проведения совместных действий.
Упрощённо: Федерация — одни вооружённые силы, с единым командованием, одна денежная единица и так далее в союзных государствах; противоположность — Конфедерация — разные денежные единицы и разные вооружённые силы с собственным командованием в союзных государствах (см. Средние века[прояснить]). Конфедерация — лишь форма объединения остающихся независимыми государств и стран. Члены конфедерации сохраняют свой государственный суверенитет, независимую систему органов власти, своё законодательство и передают в компетенцию Союза лишь решение ограниченного числа вопросов: обороны и внешней политики. Решение по общим для Союзных государств вопросам необязательно действует на территории каждого входящего в конфедерацию государства.
Конфедерация — самая редко встречающаяся форма государственного устройства. Некоторые политологи даже склонны не считать конфедерацию полноценным, настоящим государством. Форма организации центрального правительства при таком государственном устройстве будет слабой: центральный орган в конфедерации не обладает непосредственной юрисдикцией над гражданами государства и действует только через субъекты, решения так называемых органов совместного управления, которые не обладают силой прямого действия. Такие решения могут вступить в силу только после утверждения центральными органами власти государств - членов конфедерации. В конфедерации нет единого высшего законодательного органа, так же, как и единого гражданства. Страны-участницы конфедерации имеют право по желанию выйти из состава конфедерации, то есть расторгнуть конфедеративный договор. Согласно Э. Хейвуду, концепция конфедерации — самая слабая форма наднационального сотрудничества. Она охватывает любые формы взаимодействия государств, которые сохраняют независимость и суверенитет каждой страны.

## Признаки конфедерации
Для конфедерации характерны следующие признаки:
- отсутствие общей для всей конфедерации территории и государственной границы;
- отсутствие общих законодательных органов и системы управления;
- отсутствие общей денежной единицы;
- отсутствие общей армии;
- отсутствие общей внешней политики.

## История
История знает примеры конфедераций с центральными органами, обладающими как широкими, так и почти чисто формальными полномочиями.
Так, на раннем этапе формирования своей государственности США были конфедерацией с крайне слабым центром. Вот, что говорилось в декларации в начале «Статей Конфедерации», выработанной в 1777 году: «Обозначенные штаты, каждый по отдельности, заключают между собой прочные дружественные союзы с целью совместной обороны, защиты своих свобод и всеобщего благосостояния. Они соединяются друг с другом, чтобы оказывать взаимную помощь против любых чужих сил или нападений, направленных против всех сразу или против каждого из них по отдельности, под предлогом религии, суверенитета или чего-либо иного».
Таким образом, в этой декларации отразились такие черты конфедерации, как независимость входящих в конфедерацию субъектов («каждый по отдельности») и совместные цели субъектов (самооборона, защита свобод). При этом «Статьи Конфедерации» были слабой конституцией: решения центрального законодательного органа носили консультативный характер, а некоторые штаты сохраняли полный суверенитет почти по всем вопросам. В дальнейшем «Статьи Конфедерации» подверглись критике со стороны «отцов-основателей».
Самым ярким примером существования конфедерации принято считать Швейцарию. Такое государственное устройство она приобрела после того, как 1 августа 1291 года три швейцарских кантона подписали «Союзное письмо». Интересно, что, когда в 1798 году Франция оккупировала Швейцарию и преобразовала её в унитарную Гельветическую Республику, унитарное устройство не прижилось в бывшей конфедерации и уже в 1803 году Франции пришлось вернуть «отобранную» децентрализованную систему власти. Однако уже в середине XIX века процесс федерализации Швейцарии набрал большие обороты. Примером того может служить подавление попытки сецессии семи кантонов в 1847 году.
В начале 1990-х во время затяжного политического и экономического кризиса, когда целый ряд регионов требовал или больше автономии, или выхода из состава федерации, рассматривался вариант превращения России в Российскую Конфедерацию. Этот вопрос был окончательно снят с принятием конституции России в 1993 году, где страна была названа «Российская Федерация». Тем не менее этот факт вызывает чувство противоречия у ряда политологов, например, Татарстан вошёл официально в состав России только в 1994 году, заключив договор о взаимном делегировании полномочий, где Татарстан назывался объединённым с Россией ассоциированным государством с конфедеративным статусом.
Идею создания Конфедерации великих Европейских народов упоминал Наполеон I. В своих работах он размышлял о «великой европейской семье» c общим управлением.
Босния и Герцеговина по форме государственного устройства является федеративным государством, хотя иногда это мнение оспаривают и страну характеризуют как конфедерацию или квазиконфедерацию. В Конституции страны нет четкого определения кем являются страны-учредители, независимыми государствами или частями общей страны.
Интересно, что некоторые исследователи разграничивают понятия конфедерации и конфедерализма, при этом указывая, что однозначного определения последнего в литературе ещё нет. Так, Грэй Эванс и Джеффри Ньюхэм, составители авторитетного «Словаря международных отношений», дают определение именно конфедерализма, а не конфедерации. Среди черт этого явления английские исследователи отмечают следующее: «Конфедерализм, как все теории интеграции, есть и процесс, и конечное состояние»; «… <конфедерализм> стремится удовлетворить те потребности, которые возникают от такого влияния <влияния взаимозависимости и глобализации>, за счёт совместной работы государств и их сотрудничества». В конфедерализме возможно изменить «как отношения между частями, составляющими конфедеративное целое, так и само это целое — в том случае, если эта деятельность переходит определённые пределы сложности».
Определение Эванса и Ньюхэма ориентируется не на какие-нибудь теоретические конструкты, а, прежде всего, на анализ реальной практики функционирования конфедераций, исследование «живого» материала. А так как наиболее наглядным и любопытным примером проявления конфедерализма сегодня является ЕС, то можно говорить, что современное понятие конфедерализма формируется в непосредственной связи с развитием ЕС, опираясь на такие документы, как Лиссабонский договор. Впрочем, индуктивная методика вообще характерна для определения конфедерации. А. Н. Медушевский, например, определяет конфедерализм как международно-правовое, а не государственное образование. 
Некоторые[кто?] западные учёные предлагают сегодня очень широкое толкование понятия конфедерация, приводя в качестве примеров существование известных международных организаций (пример — ООН). Действительно, конфедеративный принцип устройств в той или иной степени отражается в структуре многих международных (наднациональных организаций). Это отражение находит себя в использовании организациями двух основных правил — равенство участников и единогласное принятие решений.
В мире существовали ранее и существует сейчас ряд стран и их объединений которые никогда официально не назывались конфедерацией но были или есть таковыми по факту.
Поскольку точного понятия что такое конфедерация нет, нередко бывают случаи, когда государства для достижения каких-либо целей называют себя конфедерацией, при этом они могут сочетать в себе разные формы правления — как монархии, так и республики.
Ещё одной формой конфедерации можно назвать свободную ассоциацию из неравнозначных членов, при которой малое государство доверяет часть своих властных полномочий большему государству.
На сегодняшний день конфедерацией (и то лишь частично) можно назвать только Содружество наций, хотя официально она таковой себя не считает.
6 июля 2024 года африканские страны Буркина-Фасо, Мали и Нигер образовали Конфедерацию государств Сахеля.

## Государства-конфедерации
Последними из существовавших официальных конфедераций были Рейнский Союз (1806—1813), Конфедерация Перу и Боливии (1836—1839), Сербия и Черногория (Сербия и Черногория, 2003—2006), Сенегамбия (Сенегал и Гамбия, 1982—1989), Союз Африканских Государств (Мали, Гана, Гвинея, 1960—1962). Несмотря на названия, фактическими конфедерациями были Объединённая Арабская Республика (Египет и Сирия, 1958—1961; Египет, Сирия, Ирак, 1963), Арабская Федерация (Ирак и Иордания, 1958), Федерация Арабских Республик (Египет, Сирия, Ливия, 1971), Арабская Исламская Республика (Ливия и Тунис, 1974), Горская республика.

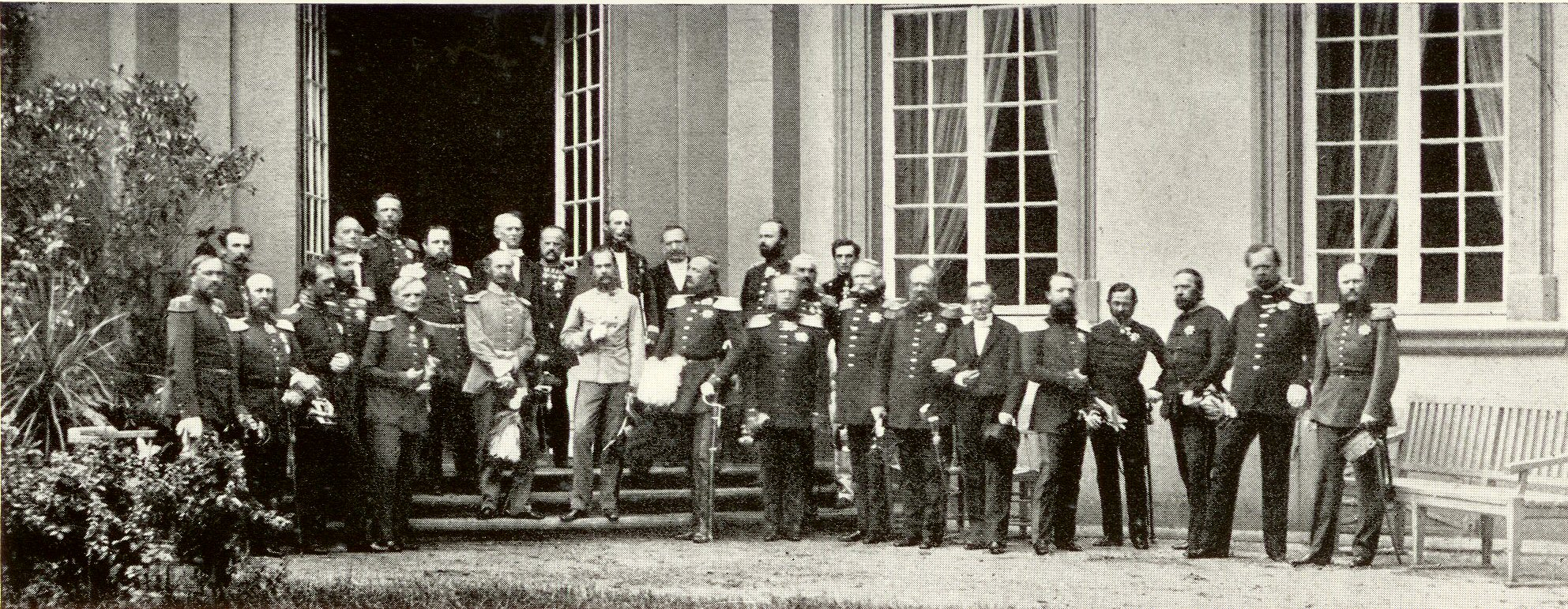
Монархи стран-членов Германского союза встречаются в Франкфурте в 1863 году.

В конце 1980-х годов президент КНДР Ким Ир Сен предложил организовать Демократическую Конфедеративную Республику Кореи из Северной и Южной Кореи, но проект не получил реализации, Северная и Южная Корея по-прежнему не признают друг друга и считают своим владением весь Корейский полуостров. Обе Кореи по-прежнему высказываются за объединение, но каждая — на своих условиях.

### Исторические конфедерации
Само по себе понятие «конфедерация» достаточно условно и неопределенно для применения его в исторический период до XX века.
Конфедерации XXI века это в основном экономические, а не политические союзы.

### Наиболее известные бывшие конфедерации
| Название                                   | Годы существования | Описание | Причина распада                                           |
| ------------------------------------------ | ------------------ | --- | --------------------------------------------------------- |
| Швейцарский союз                           | 1291—1848          | Согласно швейцарской легенде в 1291 году представители трёх кантонов собрались вместе и дали легендарную «Клятву Рютли», которая считается основополагающей в создании Швейцарии. В 1798 году Швейцария была превращена в единую, централизованную Гельветическую республику, но эта форма правления вызывала сильные противоречия у политических сил и народа, и со временем страну снова пришлось возвращать к конфедеративной форме правления. Её кантоны были практически самостоятельными государствами, но важные политические вопросы решали вместе. В наши дни Швейцария — это федерация, хотя слово «конфедерация» по-прежнему осталось в её официальном названии. Каждый кантон имеет свою конституцию и законы, однако их полномочия ограничены федеральной конституцией.                        | Стала федерацией в процессе принятия новой Конституции    |
| Республика Соединённых провинций           | 1581—1795          | В 1579 году, некоторые южные провинции на территории современных Нидерландов, недовольные агрессивным кальвинизмом северных провинций, присягнули на верность испанскому королю но со временем перестали считать его законным правителем и начали борьбу за полную самостоятельность. В ходе Восьмидесятилетней войны за независимость была основана Республика Семи Соединённых Провинций. Государственное устройство Республики долгое время носило достаточно неупорядоченный характер, сохранялись многие старинные феодальные административные порядки, тем не менее Республика активно вела войны с Европейскими странами и имела обширные колониальные владения. В 1795 году войска Французской республики захватили территорию конфедерации превратив её в «дочернюю» Франции Батавскую республику. | Преобразование в Батавскую республику.                    |
| Объединённые королевства Швеция и Норвегия | 1814—1905          | В результате Наполеоновских войн, в 1814 году Дании пришлось отдать Швеции всю Норвегию в качестве компенсации за потерю Померании. Норвежцы сразу же объявили о независимости, и Швеция вторглась на её территорию. Шведско-норвежская уния была заключена в том же году как компромисс, и предполагала общего для обеих стран монарха и общую внешнюю политику, но с сохранением собственной конституции и парламента. Со временем внутренние противоречия и разрыв в уровне экономического развития вызвал недовольство со стороны Норвегии и всё более настойчивые требования уравнять в правах оба государства. Разрыв унии произошел мирным путём. | Стремление стран-создателей к независимости друг от друга |
| Конфедеративные Штаты Америки              | 1861—1865          | Объединение некоторых южных рабовладельческих штатов, которые вышли из состава США и создали своё государственное объединение после прокламации президента А. Линкольна об отмене рабства. Её политики заявляли, что возвращаются к политическим положениям, которые декларировали отцы-основатели США, к таким как «Статьи Конфедерации», и свободой во внешней и внутренней политике каждого штата. Как результат началась гражданская война в США. Фактически, государство было централизованной федерацией. Она прекратила существование после поражения в гражданской войне. | Поражение в гражданской войне                             |
| Северо-Германский Союз                     | 1866—1871          | Стремление объединиться в разные государственные формирования у немецких народов прослеживается ещё с древних времен, но в средние века они представляли собой не единую страну, а множество мелких самостоятельных государств. Приверженцы объединения никак не могли прийти к единому мнению относительно того, под чьей короной осуществить объединение — Австрии (великогерманская идея) или Пруссии (малогерманская идея). Во время войны Пруссии с Австрией в 1866 году, победила Пруссия, ряд немецких государственных образований объединился в официальный Союз со столицей в Берлине. Во многих государствах существовали свои выработанные веками порядки и традиции, чтобы объединить разные народы, Союз некоторое время носил конфедеративный характер.                                       | Преобразование в Германскую империю.                      |
| Австро-Венгрия                             | 1867—1918          | В 1804 году была провозглашена Австрийская империя как противовес Французской Империи Наполеона. Венгрия имела в составе империи широкую автономию: это отмечалось и в названии страны, и в её гербе и даже в праве самостоятельной законодательной инициативы, под властью единого монарха были объединены частично самостоятельные государства Австрии и Венгрии. В 1848—1849 годах в Европе активизировались национально-освободительные движения, начались многочисленные революции, Венгрия требовала независимости, но империя устояла. После этого Австро-Венгерская империя была преобразована в унитарное государство с абсолютной и ничем не ограниченной центральной властью. Государство распалось в результате поражения в I мировой войне.                                                    | Первая мировая война                                      |
| Сербия и Черногория                        | 2003—2006          | Вопрос национализма в Югославии всегда стоял остро. Когда к власти пришел Иосип Броз Тито, в стране началась политика интернационализма и развивалась идея единой Югославии с единым сербохорватским языком, эти процессы были остановлены после его смерти. Во время распада Югославии некогда единая Союзная Республика Югославия была преобразована в конфедеративный Государственный Союз Сербии и Черногории, дабы не продолжать военный конфликт, но это всё равно не остановило распад страны. В 2006 году жители Черногории проголосовали на референдуме за выход своего государства из союза. | Стремление стран-создателей к независимости друг от друга |

### Наиболее известные современные конфедерации
| Название                           | Год создания | Описание |
| ---------------------------------- | ------------ | --- |
| Европейский союз                   | 1957         | Первоначально Евросоюз планировался как преимущественно экономический союз, шло время, и он значительно укрепился в разных сферах. Сейчас это неофициальная «мягкая» конфедерация, объединяющая монархии и республики на территории Европы, она имеет парламент, общую валюту евро и обладает вооружёнными силами. |
| Содружество Независимых Государств | 1991         | Изначально планировалось как официальная, но «очень мягкая» конфедерация, объединяющая страны бывшего СССР, появившиеся после его распада. Сейчас является не столько конфедерацией, сколько международной (межгосударственной) организацией. |
| Союзное государство                | 1999         | В 1999 году президентами России и Белоруссии был подписан договор об образовании Сообщества Белоруссии и России, или, как его иногда называют, Сою́зного Госуда́рства Росси́и и Белору́ссии (СГРБ). Это попытка создать конфедерацию (сначала «мягкую», а потом, возможно, более совершенную) России и Белоруссии с поэтапно организуемым единым политическим, экономическим, военным, валютным и культурным пространством. Были даже созданы наднациональные органы управления: Высший Государственный Совет Союзного государства, Парламентское Собрание Союзного государства и Исполнительный Комитет Союзного государства. Однако по сути Россия и Белоруссия не объединились в конфедерацию: СГРБ хоть и продолжает формально существовать, но не имеет фактической реализации. |
| Евразийский экономический союз     | 2015         | Улучшенная форма экономической интеграции в постсоветском пространстве (по сравнению с отменённым Евразийским экономическим сообществом). Первоначально был международной организацией, называвшейся тогда ЕврАзЭС, которая была создана в 2000 году. Сейчас это экономический союз, в который входят 5 суверенных государств: Армения, Белоруссия, Казахстан, Киргизия и Россия. |
| Конфедерация государств Сахеля     | 2024         | Конфедерация, образованная между государствами Мали, Нигер и Буркина-Фасо. Изначально тесное сотрудничество было в рамках оборонительного пакта 26 сентября 2023 года. Окончательно преобразовано в конфедерацию 6 июля 2024 года. |

## Другие значения
- Слово «конфедерация» в значении «союз» используется в названиях различного рода организаций[10] — Азиатская конфедерация футбола, Всеобщая конфедерация труда (Франция), Конфедерации обществ потребителей, Национальная конфедерация упаковщиков и т. д.
- Конфедерация в Речи Посполитой — временные объединения вооружённой шляхты (XVI—XVIII вв.).
- Конфедерация свободы и независимости — польская коалиция ультраправых политических партий[источник не указан 468 дней].
- В науке XVIII—XX вв. к сложным формам государственного устройства относят конфедерацию.
 У конфедерации, как правило, нет собственной территории. Её территория складывается из территорий её субъектов, обычно соседствующих друг с другом. Конфедерация не имеет независимой налоговой системы: все налоги и сборы на её нужды поступают по так называемой одноканальной системе от субъектов конфедеративного союза. Соответственно, классическая конфедерация представляет собой довольно «рыхлое» политическое образование, лишённое суверенитета, в то время как государства — субъекты конфедерации в полном объёме сохраняют свои суверенные права, включая собственное гражданство, денежную систему, законодательство, право на нуллификацию актов конфедеральных органов на своей территории, право свободного выхода из конфедерации (сецессия). Органы конфедерации не располагают необходимыми материальными ресурсами (собственные вооружённые силы, конфедеральные налоги), чтобы принуждать к выполнению своих решений.

Модель конфедерации была разработана в науке на примере США 1780-х годов, Швейцарии (до сер. XIX в.) и Германского Союза (1815—1866), которые затем превратились в федерации. Таким образом, конфедерация может служить переходной формой к более сплочённому государственному устройству. Вместе с тем известны случаи превращения федераций в конфедеративные образования (например, образование СНГ на части территории СССР, который, впрочем, конституционно не определялся как федерация и обладал номинальными конфедеративными чертами: суверенитет и статус государств у субъектов, самостоятельно осуществляющих государственную власть, их право самостоятельно вступать в международные отношения и иметь собственные войсковые формирования).